# Guadalupe (rivier in Texas)
De Guadalupe is een 370 km lange rivier in de staat Texas van de Verenigde Staten die loopt van Kerr County, naar de baai van San Antonio aan de Golf van Mexico. Het is een populaire bestemming voor raften, vliegvissen en kanoën. 

## Verloop
Grotere steden langs de rivier zijn onder meer Kerrville, New Braunfels, Seguin, Gonzales, Cuero en Victoria. Langs de rivier liggen verschillende dammen, waarvan de Canyon Dam de bekendste is. Deze vormt Canyon Lake ten noordwesten van New Braunfels.
Het bovenste gedeelte, in Texas Hill Country, is een kleine, snelstromende beek met kalksteenoevers, beschaduwde door pecannotenbomen en kale cipressen. Het wordt gevormd door de samenvloeiing van de North en South Fork Guadalupe. Het is populair voor tubing; hierbij laten men zich in de lente en zomer vaak op opgepompte binnenbanden over het water glijden. Ten oosten van Boerne, op de grens van Kendall County en Comal County, stroomt de rivier door Guadalupe River State Park, een van de populairste tubinggebieden langs de rivier.
Het onderste gedeelte begint bij de uitstroom van Canyon Lake bij New Braunfels. Als het water met minder ca. 30 m³/s  stroomt kunnen er honderden, zo niet duizenden binnenbanden op dit traject aanwezig zijn. Debiet tussen 30 en 70 m³/s  is ideaal voor raften en peddelen. De stroming wordt geregeld door de Canyon Dam en de hoeveelheid regenval die het gebied ontvangt. Bij New Braunfels voegt de Comal-rivier zich bij de Guadeluoe en 3 km verder de San Marcos-rivier ten westen van Gonzales eveneens. Het gedeelte onder de San Marcos rivier, en ook het gedeelte daaronder, maken deel uit van het parcours van de Texas Water Safari.

Net ten noorden van Tivoli voegt ook de San Antonio-rivier zich in Guadelupe. Vóór de monding van de San Antonio Bay vormt de rivier een delta en splitst zich in twee zijtakken, het noordelijke en zuidelijke deel, die beide bij Guadalupe Bay uitmonden in de monding van de San Antonio Bay.  

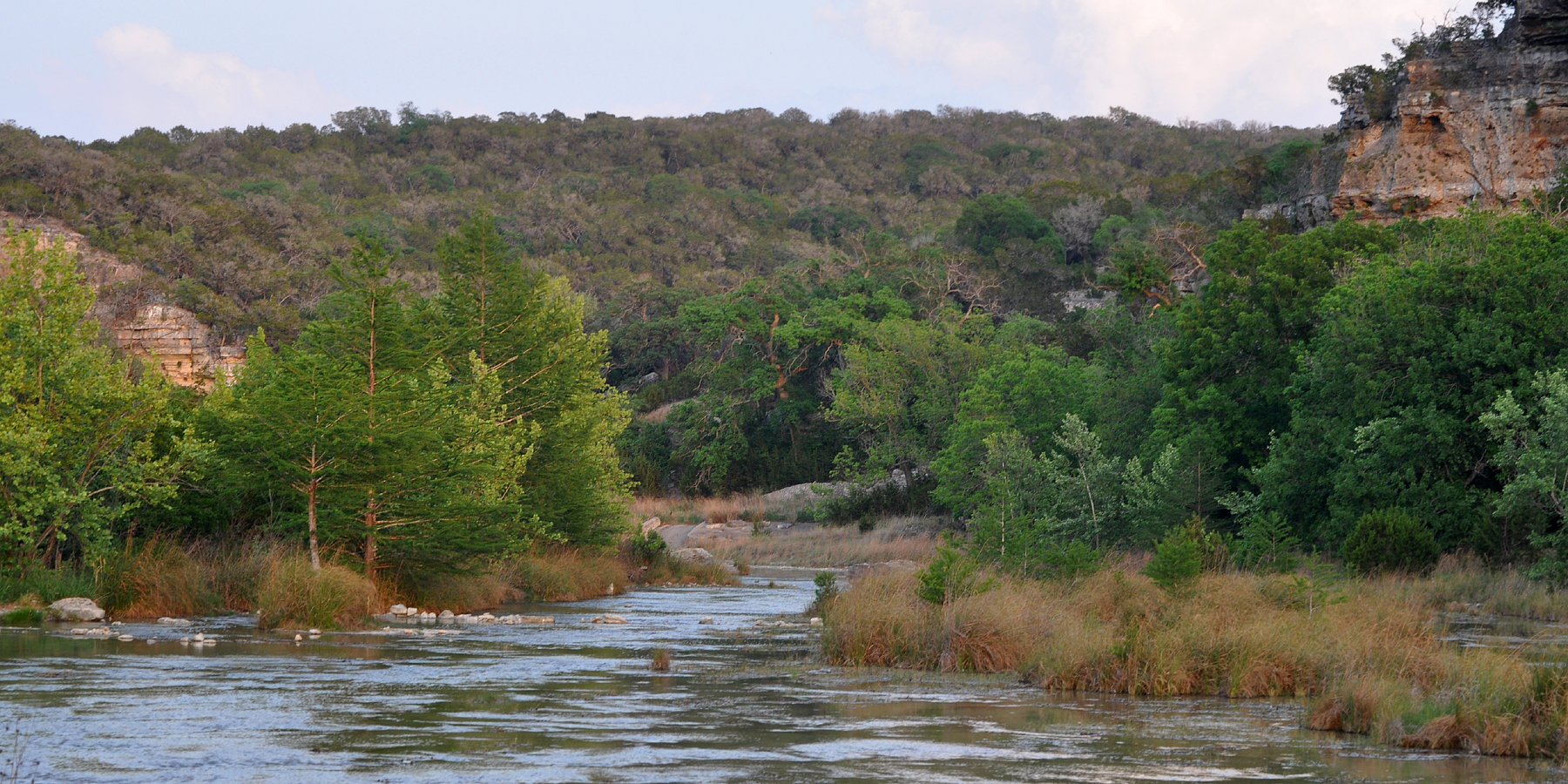
In Kerr County
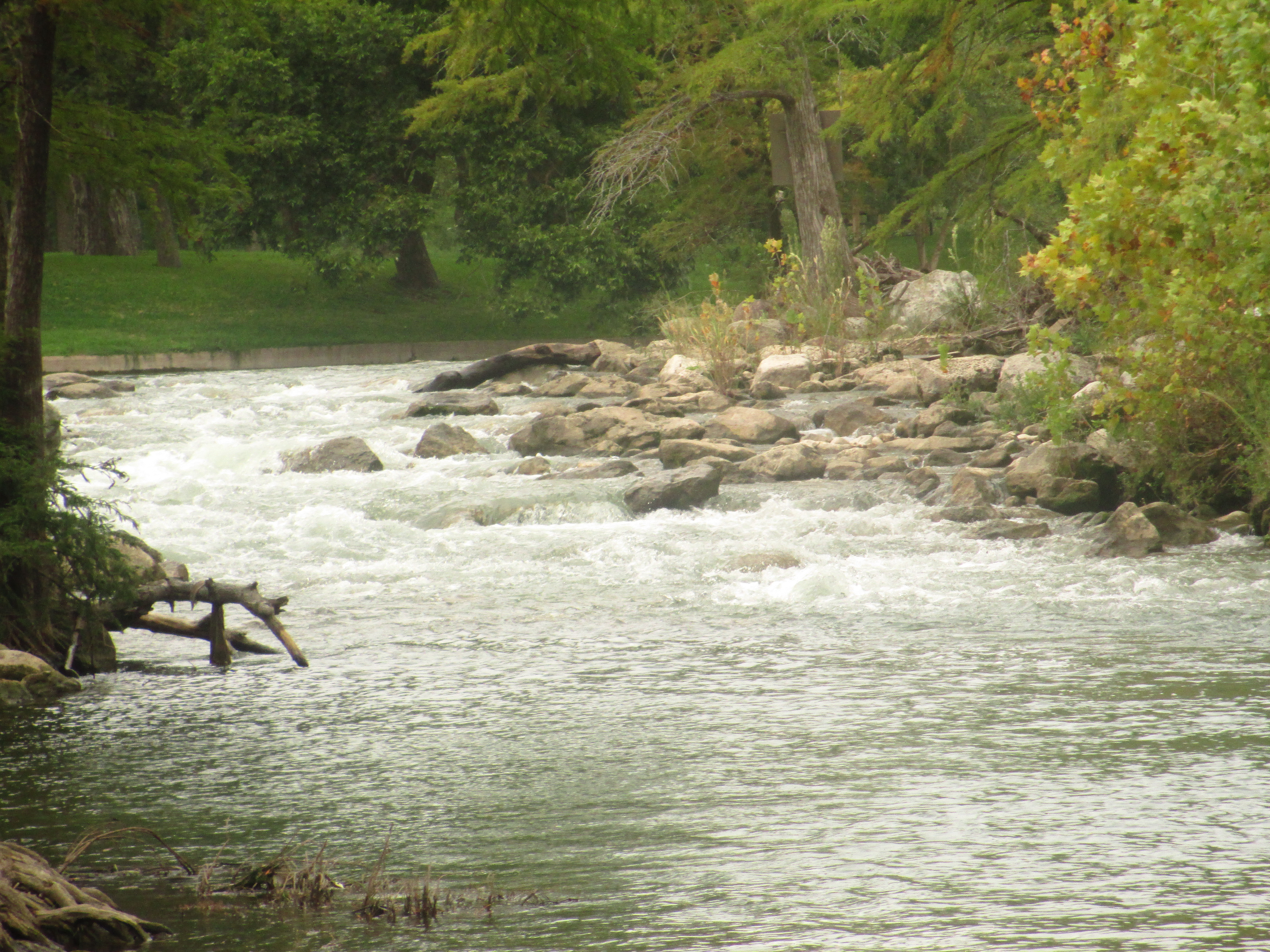
In Gruene
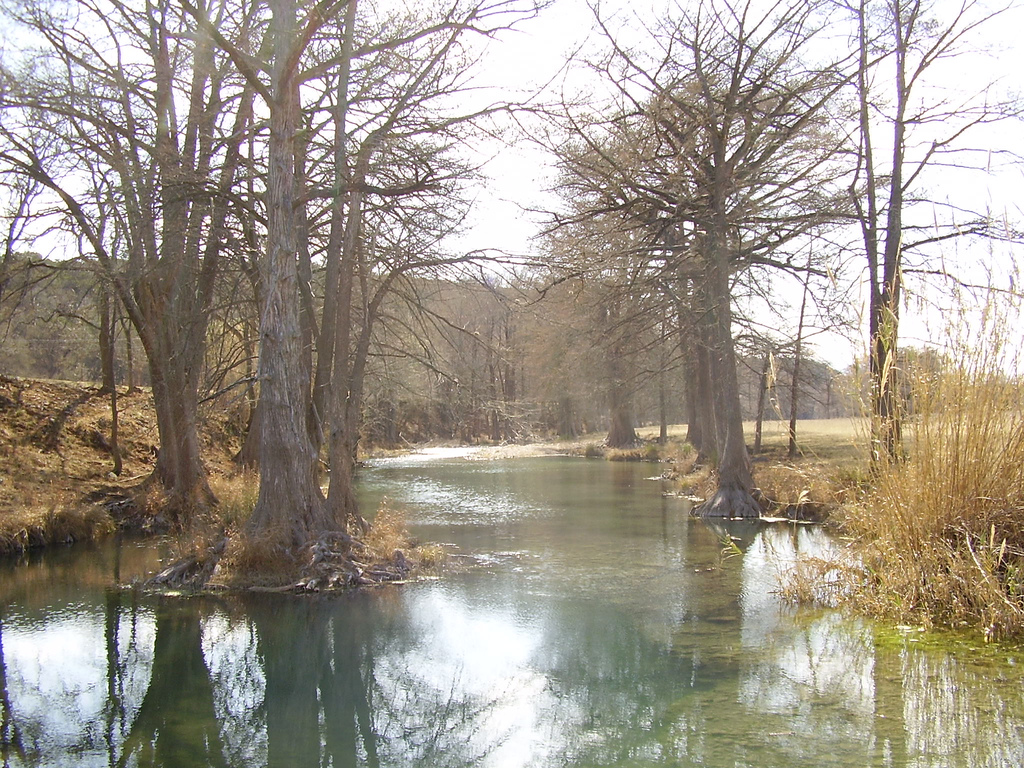
Dichtbij Hunt
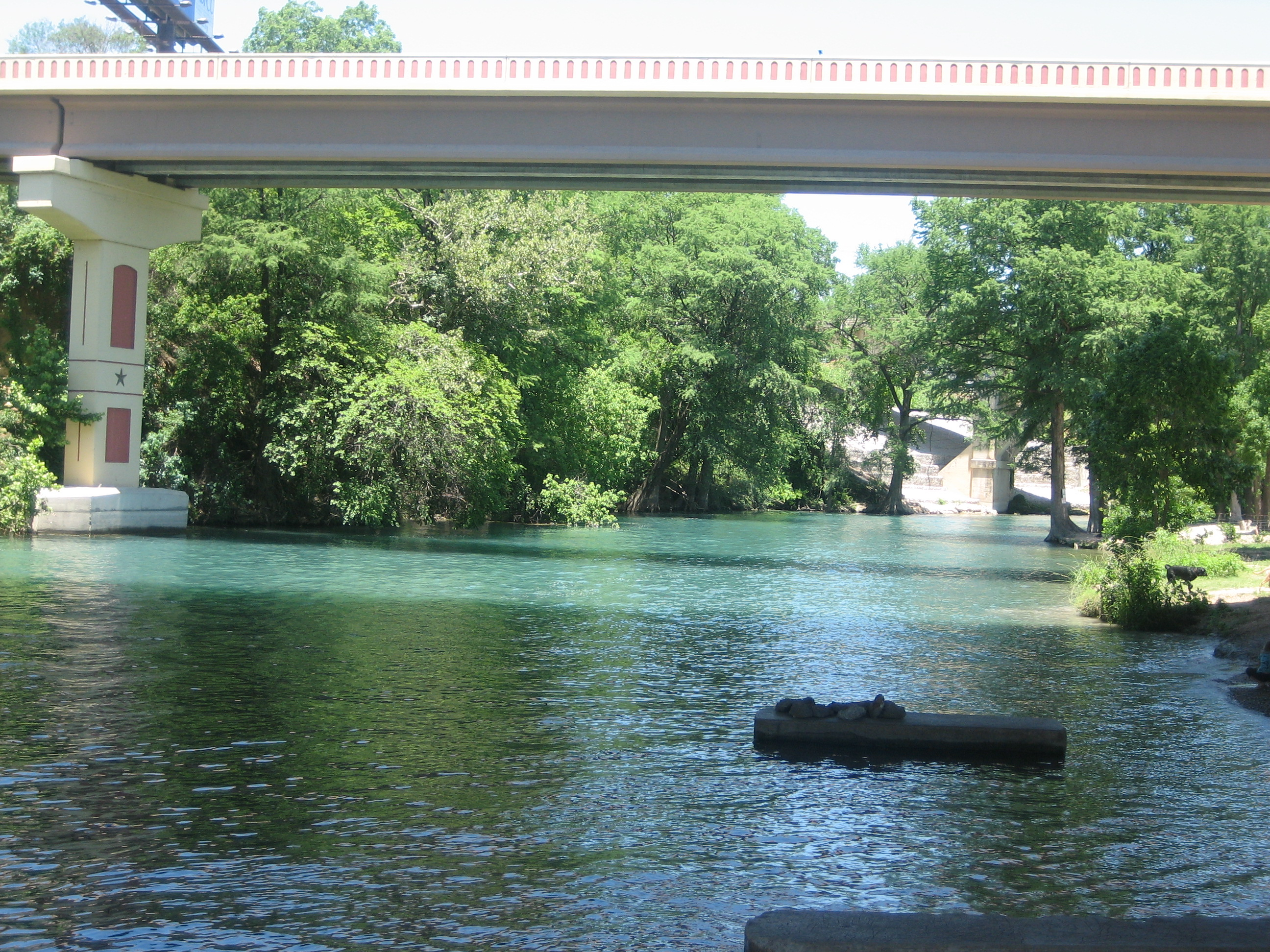
Onder Interstate 35 in New Braunfels
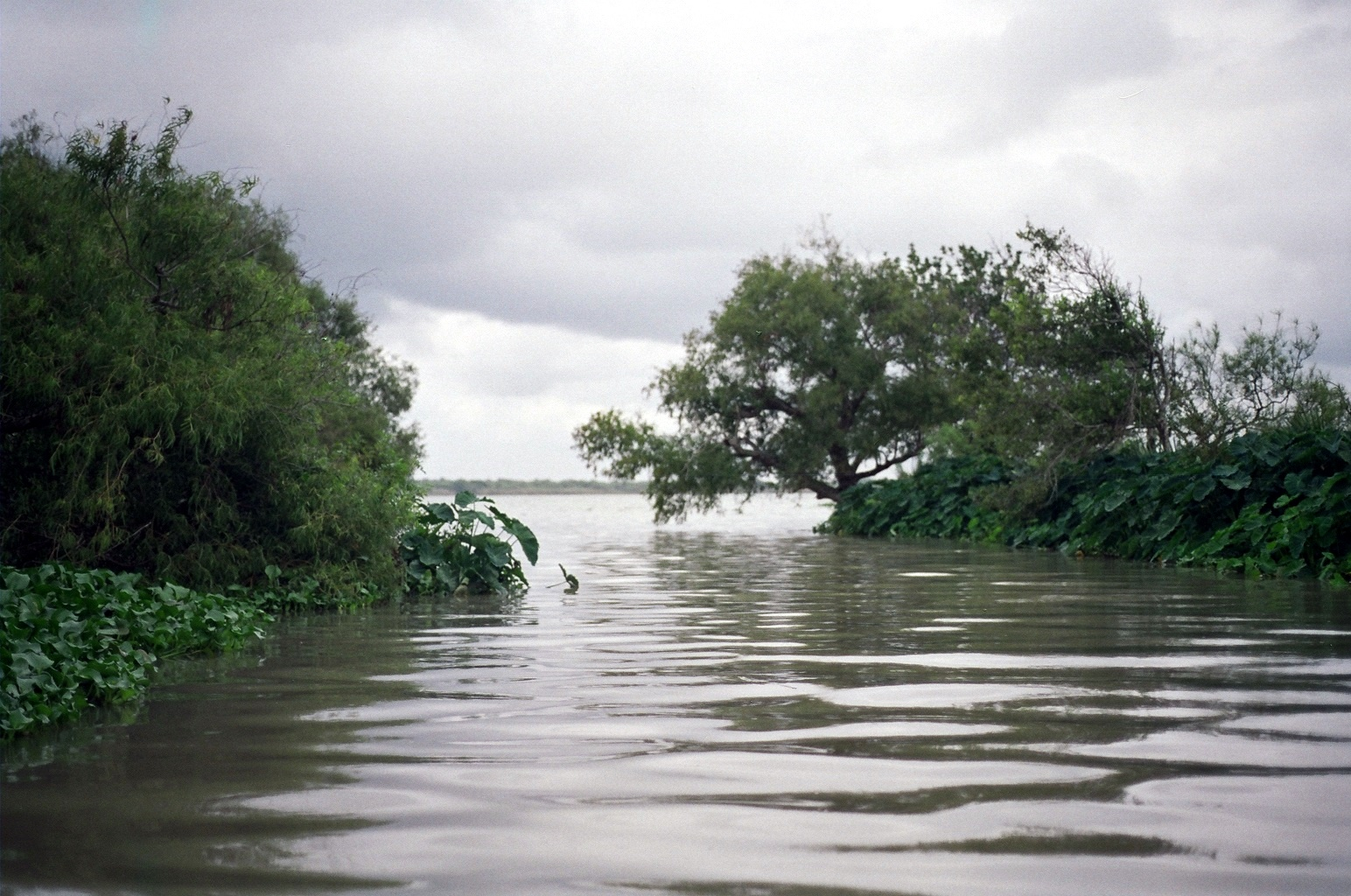
Monding van de South Guadalupe River bij Guadalupe Bay

## Geschiedenis
De rivier werd vernoemd naar Nuestra Señora de Guadalupe door Alonso de León in 1689. Domingo Terán de los Ríos, die er een kolonie had, gaf de stad de naam San Augustin, maar de naam Guadalupe bleef bestaan. Veel ontdekkingsreizigers noemden de huidige Guadalupe de San Ybón, voor de samenvloeiing met de Comal. In plaats daarvan werd de Comal Guadalupe genoemd. Er zijn aanwijzingen dat er al duizenden jaren mensen wonen, waaronder de Karankawa-, Tonkawa- en Huaco- indianen (uitgesproken als Waco).
Onder leiding van Prins Carl van Solms-Braunfels reisden 228 Duitse pioniers in 1844 over land van Indianola naar de plek die was uitgekozen als de eerste Duitse nederzetting in Texas: New Braunfels. Toen de pioniers bij de rivier aankwamen, bleek deze vanwege de winterregens te hoog te zijn om over te steken. Prins Solms, die wellicht met zijn bravoure indruk wilde maken op de anderen, sprong het kolkende water in en stak te paard de gezwollen rivier over. Om door niemand overtroffen te worden, volgde Betty Holekamp onmiddellijk en stak met succes de rivier over. Zo staat Betty Holekamp bekend als de eerste blanke vrouw die te paard de Guadalupe overstak.

### Overstromingen

#### 17 juli 1987
Op 17 juli 1987 werd een bus vol kinderen door een plotselinge overstroming meegesleurd bij een laagwaterovergang. Het incident vond plaats nabij de stad Comfort, Texas, die ongeveer 80km ten noordwesten van San Antonio ligt. Op dat moment vond er op de Pot O'Gold Ranch, gelegen aan de zuidkant van de rivier, ongeveer drie kilometer ten zuidwesten van Comfort, een kerkkamp plaats. Er deden meer dan 300 kinderen van verschillende kerken mee. In de nacht van 16 juli op de ochtend van de 17e viel er bijna 300mm regen was gevallen in het heuvelachtige gebied van Texas in het noorden, wat enorme overstromingen in de rivier de Guadalupe veroorzaakte. Het kamp zou op de 17e eindigen en de kinderen zouden later die dag naar huis gaan. De kampleiding op de ranch besloot echter om de kinderen al vroeg die ochtend te evacueren, voordat de temperatuur te hoog zou worden. Rond 9 uur 's ochtends werden de kinderen in bussen geladen en naar een laagwaterovergang geleid.
De meeste bussen wisten de overkant te bereiken, maar één bus van de Seagoville Road Baptist Church/Balch Springs Christian Academy in de voorstad Balch Springs van Dallas werd meegesleurd, samen met dominee Richard Koons, zijn vrouw Lavonda, begeleiders Allen en Deborah Coalson en negenendertig kinderen in de leeftijd van 8 tot 17 jaar. Het voertuig was een van de laatste die het kamp verliet en langs de overstroomde oversteekplaats reed. Toen de bus stilviel door het snel stijgende water, probeerden Koons en Coalson de kinderen in veiligheid te brengen door ze de opdracht te geven een menselijke keten te vormen, zodat ze hand in hand de oever konden bereiken. Terwijl ze dit probeerden, brak de keten door een plotselinge waterstroom en werden ze allemaal meegesleurd. Reddingswerkers van het Texas Department of Public Safety en de 507th Medical Division van het Amerikaanse leger slaagden erin om alle vier de volwassenen en negenentwintig kinderen met behulp van helikopters te redden. De laatste overlevende werd rond 11:30 uur uit de rivier gered.  's Ochtends werd vastgesteld dat twee kinderen waren overleden en dat er nog altijd acht kinderen vermist waren. Op 18 juli werden nog eens zes lichamen uit de rivier geborgen. De volgende dag werd het negende en laatste lichaam uit de rivier geborgen. Het laatste van de tien slachtoffers werd nooit gevonden.

#### 4 juli 2025

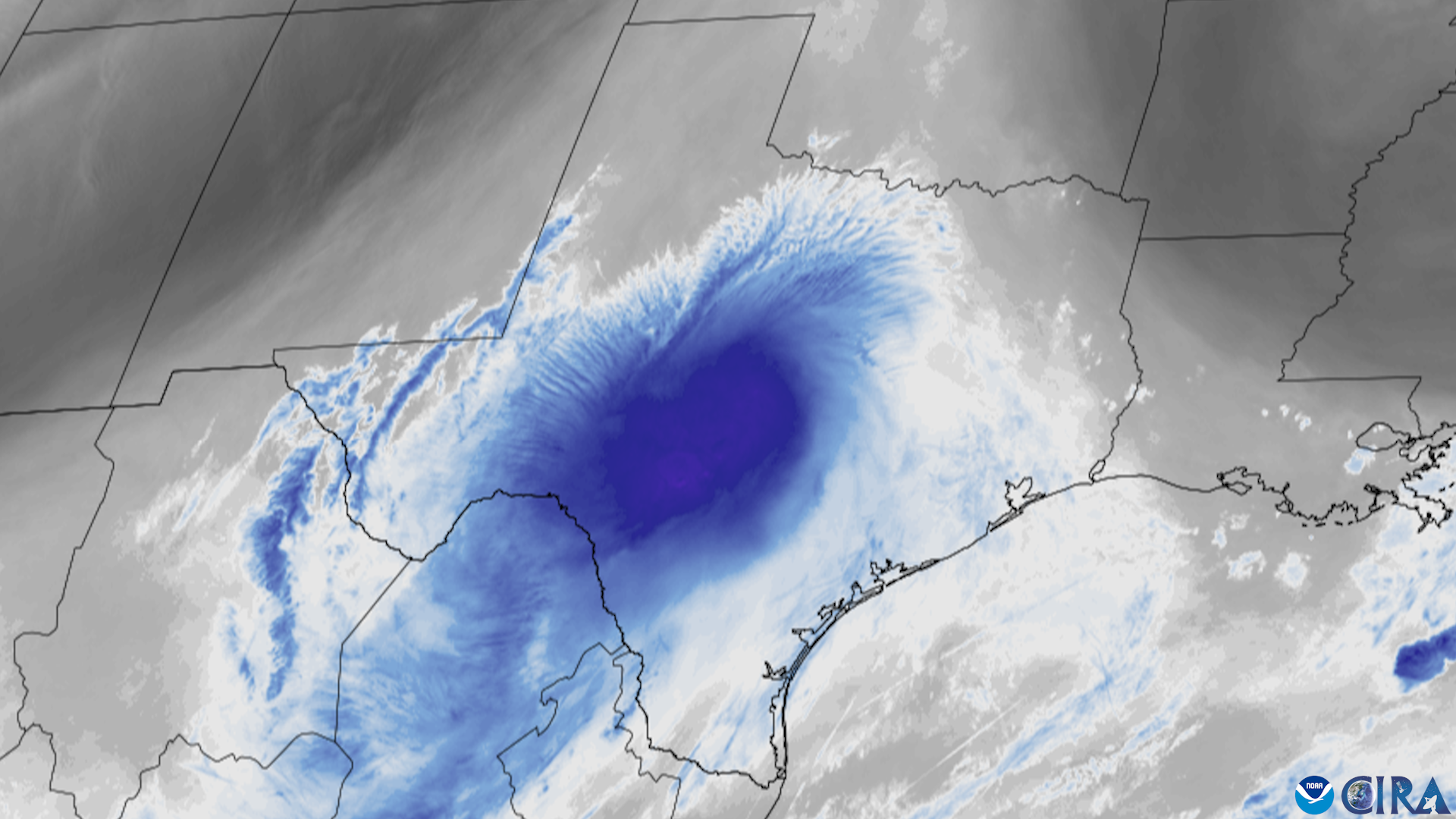
Satellietmetingen van de regenval die leidde tot de overstromingen

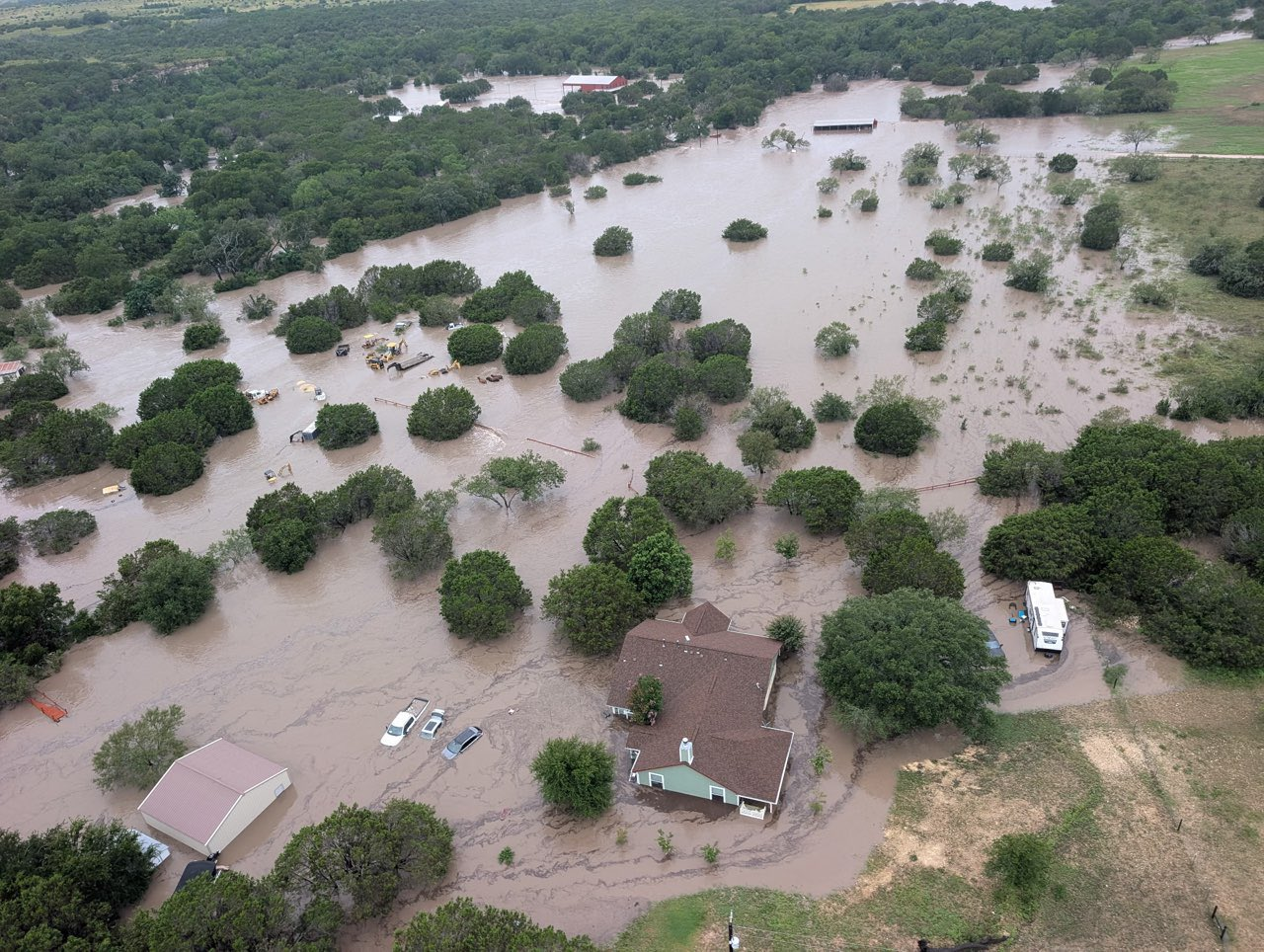
De overstromingen op 5 juli 2025

Op 4 juli 2025 (Independence Day) vond een verwoestende natuurramp plaats door extreme overstromingen langs de rivier. Een langzaam bewegend onweersysteem met tropische vochtigheid veroorzaakte een uitzonderlijk zware regenval, waardoor de rivier in slechts 45 minuten met ongeveer 8 tot 9 meter steeg; wat het tweede hoogste niveau ooit gemeten was.
Deze plotselinge overstroming trof vooral Kerrville in Kerr County en omliggende gebieden, waar veel zomerkampen zijn gevestigd. Bij het christelijke zomerkamp Camp Mystic aan de rivier werden minstens 15 kinderen gedood en meer dan 20 meisjes werden vermist. De ramp leidde tot meer dan 145 doden, onder wie 28 kinderen. Honderden mensen moesten worden gered.
De overstroming kwam onverwacht, vooral omdat het 's nachts gebeurde. Lokale autoriteiten gaven aan dat er geen effectief waarschuwingssysteem was en dat ze niet hadden kunnen voorspellen hoe snel de rivier zou stijgen. Gouverneur Greg Abbott verklaarde een noodsituatie en zette uitgebreide zoek- en reddingsoperaties in gang, met honderden hulpverleners en helikopters.
Op 15 juli waren nog minstens 101 mensen vermist in verschillende county's: 11 in Kerr County, 10 in Travis County, 2 in Burnet County, en 1 in Williamson County.

## Rivieromstandigheden
De omstandigheden in de rivier kunnen snel veranderen. De stroming wordt bepaald door de dam bij Canyon Lake en beheerd door het Army Corps of Engineers. Er is sprake van strenge regels en goed onderhoud om de veiligheid te garanderen. De rivier is echter wel gevoelig voor ernstige overstromingen. Tijdens het regenseizoen kan het waterpeil ver boven de oevers stijgen en de 'normale' waarden ver overschrijden. Door de snelle stroming kan het levensgevaarlijk worden. Als de debietmeter bij Sattler Gage meer dan 28 m³/s  aangeeft, wordt het door de lokale autoriteiten over het algemeen als te gevaarlijk beschouwd voor recreatieve doeleinden, behalve voor ervaren kajakkers en/of wildwaterrafters. 
Op 31 oktober 2013 steeg het debiet in New Braunfels in vijf kwartier van 2 naar bijna 1000 m³/s  als gevolg van plaatselijk hevige regenval.

## Vis
Regenboogforel en bruine forel komen bezuiden Canyon Lake veel voor. Ook worden guadalupe-baars, forelbaars, kleinbekbaars, Rio Grande-cichliden, gestreepte zeebaars en witte baars gevangen.